# Alonso López (humanista)
Alonso López, más conocido como "López Pinciano" ("López vallisoletano") (Valladolid, ca. 1547 - 1627) fue uno de los humanistas españoles más insignes del siglo XVI. El médico Alonso López Pinciano conquistó un lugar de excepción entre los preceptistas españoles merced a su «Philosophía antigua poética», publicado en Madrid en 1596, que constituye la más alta creación de la estética literaria española en el siglo XVI. Murió igualmente en Valladolid en 1627.

## Biografía
Fue doctor en medicina y médico de María de Austria y Portugal, hermana de Felipe II casada con Maximiliano II de Habsburgo y que, al quedar viuda, fue a Madrid en 1576 para pasar el resto de su vida en el convento de las Descalzas Reales. También cuidó de la salud de la infanta Margarita, hija de esta y religiosa en ese mismo convento. López vivía en la calle de las Urosas, donde también residían Juan Ruiz de Alarcón y Luis Vélez de Guevara, y allí seguía residiendo en 1625, cuando pidió la exención de pagar impuestos para su hija, que obtuvo en efecto dos años después.
La Filosofía antigua poética es su obra más famosa, un tratado pedagógico de Poética dividido en epístolas. Sigue a Aristóteles en su Poética y Retórica y secundariamente a Horacio. Las cartas relatan diálogos sobre la felicidad, la poesía, la doctrina sobre la tragedia, la comedia, etc. Se considera compuesta con el fin de ofrecer un freno clasicista a los éxitos dramáticos de Lope de Vega. Por eso se ha incluido al Pinciano entre los preceptistas aristotélicos. En efecto, es un defensor inflexible de las unidades y parece que se refiere al teatro del Fénix de los ingenios cuando escribe que:
De aquí se puede colegir cuáles son los poemas a do nasce un niño y cresce y tiene barbas, y se casa y tiene hijos y nietos
Aunque no la menciona nunca, los cervantistas aceptan que Cervantes —residente en Valladolid con la corte— conocía la Filosofía. La edición de 1953 del texto dio lugar a la influyente tesis de Edward C. Riley, Teoría de la novela en Cervantes (1968 en inglés, 1971 en castellano).
Compuso además un poema épico, El Pelayo (1605), de buena factura métrica pero carente de inspiración, y tradujo en verso los Aforismos de Hipócrates.

## Obras
- Philosophía antigua poética, Madrid, 1596, reimpresa por Pedro Muñoz Peña en Valladolid, 1894 y editado por Alfredo Carballo Picazo en Madrid: CSIC, 1953 y reimpresión en 1973. La última es la de José Rico Verdú para la Fundación José Antonio de Castro, 1998. Esta obra se trata de la primera poética sistemática publicada en España. El libro está compuesto de cartas o epístolas que envía Pinciano a don Gabriel y las respuestas que este le manda, mezclando de este modo el diálogo renacentista con el género epistolar. El título de la obra se debe a que en la antigüedad la filosofía era la encargada de estudiar la poética. En toda la obra se nota una gran influencia de Aristóteles, ya que toda su teoría se basa en la instruir, es decir, que sea de utilidad, a la vez que deleita y se produce una catarsis. La obra de Pinciano sirvió de referencia para la creación literaria española de ese momento, e incluso influyó en Cervantes a la hora de crear la estética de su novela.
- El Pelayo (1605). Hay edición moderna de Lara Vilà con estudios introductorios de Cesc Esteve y Lara Vilà, Madrid-Barcelona, 2005.
- Traducción al latín de los Aforismos de Hipócrates, Hippocratis prognosticum... Tomás de la Junta, 1596.